# Bastardo (uva)

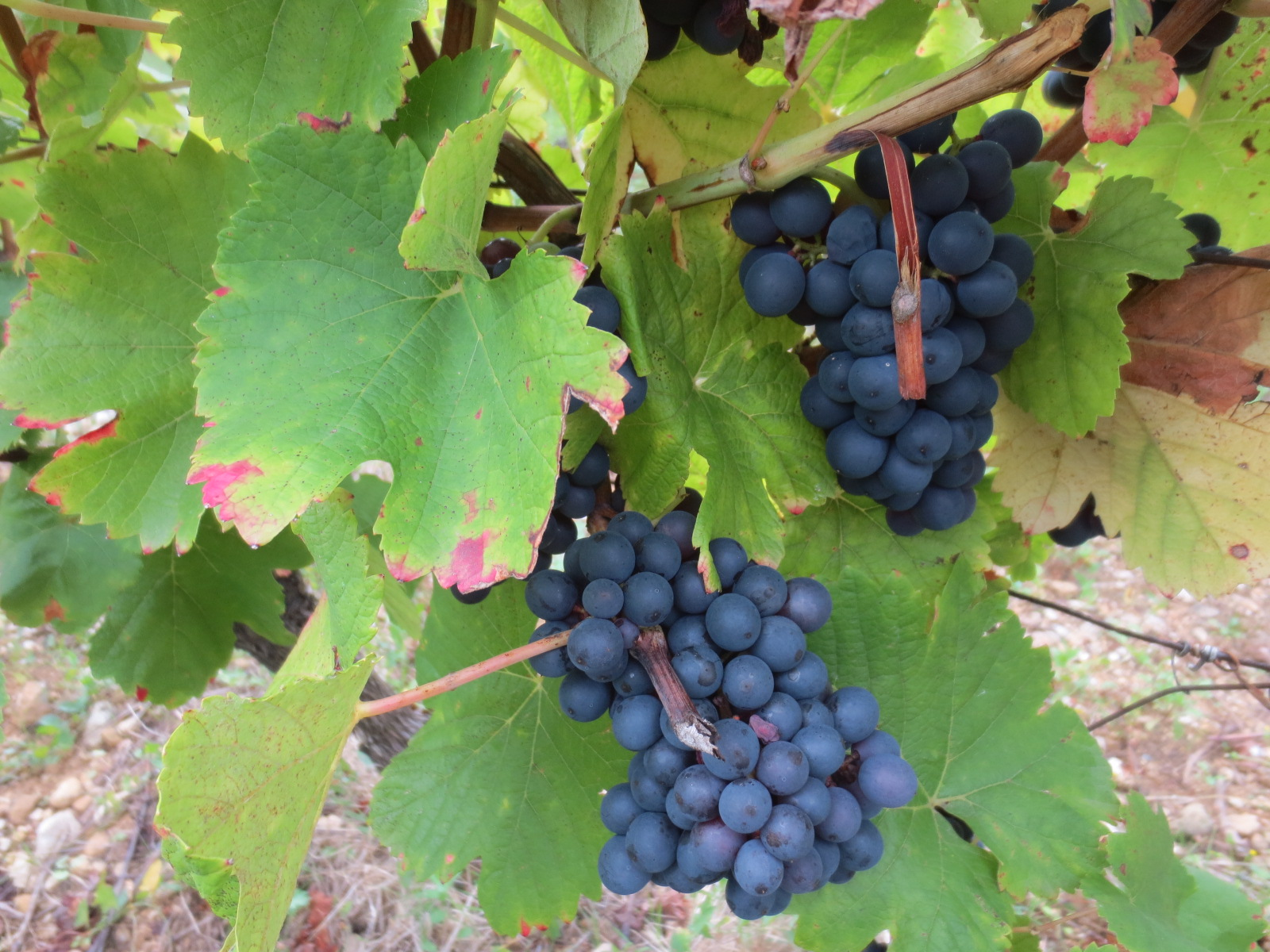
Dos racimos de la uva bastardo.

La bastardo, también conocida como trousseau o trousseau noir, es una variedad de vid antigua, utilizada en la producción de vino tinto. Es originaria del este de Francia. Se trata de una planta resistente a las enfermedades. Tiene racimos de tamaño pequeño y compactos. Las bayas son de tamaño pequeño, forma redonda y color negro-azulado. Produce vinos ácidos y aromáticos. Se usa tanto para mezclar con otras variedades como para elaborar vino varietal. 
Crece en pequeñas cantidades en muchos lugares de Europa Occidental; las mayores plantaciones se encuentran hoy en Portugal, donde se ha popularizó su uso en el vino de Oporto. Produce vinos tintos con un profundo color de cereza y con alto contenido alcohólico, así como una acaramelada acidez, y sabores a frutos rojos, a menudo complementadas, en función de la producción, por un olor orgánico desigual, a moho y minerales.

## Historia y pedigrí
La trousseau se originó en el este de Francia, donde fue ampliamente cultivada, y su perfil de ADN ha indicado que la variedad tiene una relación parental con la savagnin y es hermana de la chenin blanc y la sauvignon blanc. El perfil de ADN revela que la trousseau había sido cultivada en la península ibérica al menos durante 200 años bajo diferentes nombres, incluyendo bastardo, pero se desconoce cómo se introdujo allí.
La trousseau gris es una mutación blanca de trousseau noir, normalmente encontrada en el Jura y que ha sido común en California bajo el nombre de gray riesling.
La genouillet es el resultado de un cruce entre la gouais blanc (heunish) y la bastardo.
En 1938 Harold Olmo usó la trousseau para polinizar el híbrido de vitis rupestris Alicante ganzin para producir la variedad royalty.
La bastardo se cruzó con la variedad georgiana saperavi para producir la bastardo magarachskii, usada en el vino de Crimea.

## Distribución y vinos

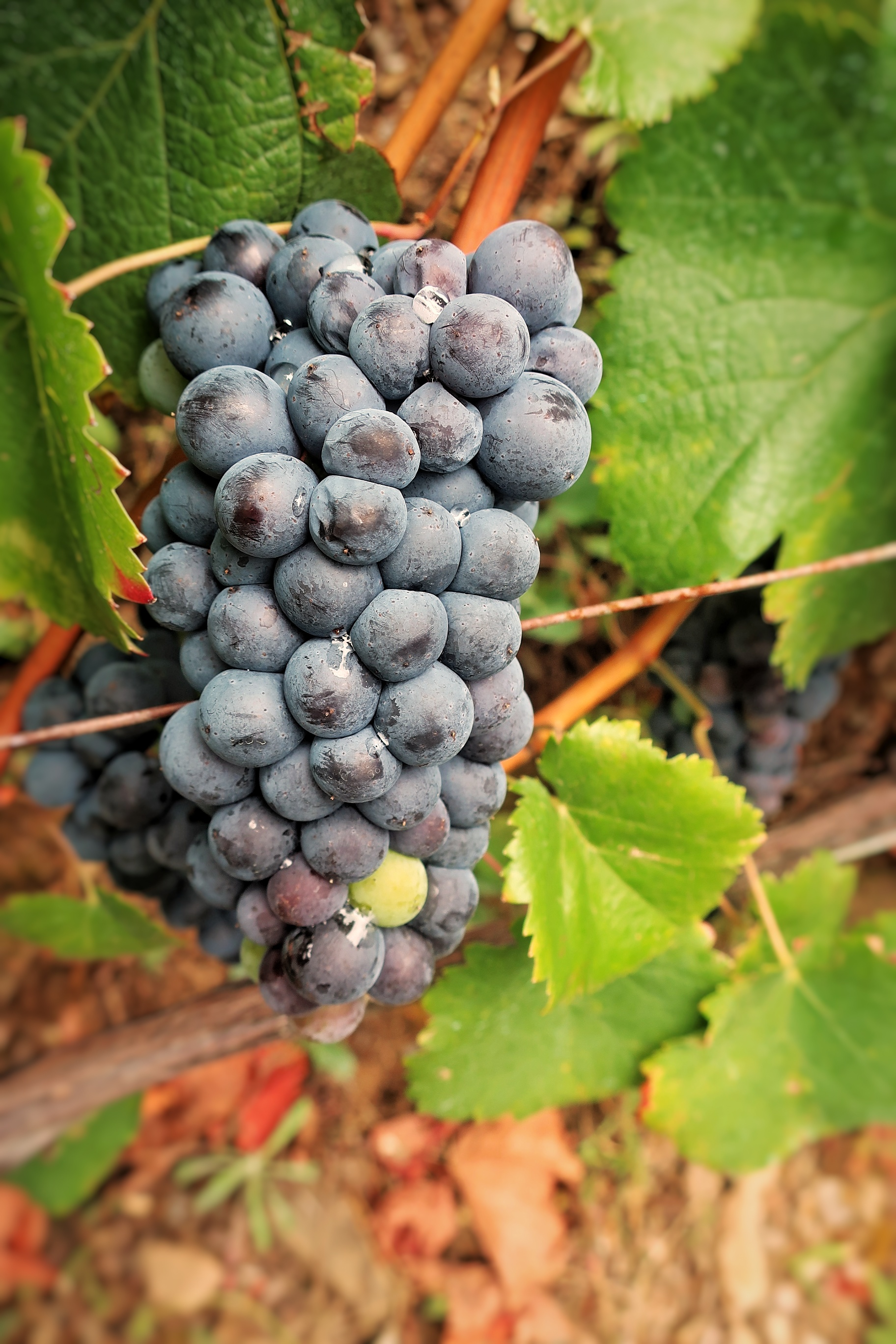
Racimo de Verdejo Negro (sinónimo empleado en la denominación de origen Cangas) en proceso de maduración

Crece un poco en Argentina y en algunas regiones de España, incluyendo las Islas Canarias.  Según la Orden APA/1819/2007, de 13 de junio (BOE del día 21), la bastardo negro (no confundir con la baboso negro que es otra variedad) es una variedad de vid destinada a la producción de vino autorizada en Canarias; la merenzao o María Ordoña es variedad recomendada en Galicia. Se la puede encontrar en las denominaciones Valle de Güímar, Ribeira Sacra y Valdeorras.
Una pequeña cantidad se planta en Australia bajo el nombre de gros cabernet. En Francia la trousseau es una de las cinco variedades de uva permitidas en el vino del Jura, pero solo supone un 5% de los viñedos del Jura al requerir más sol que otras variedades del Jura. Es usada a menudo para endurecer las mezclas con la pálida pulsard, que es más fácil de cultivar. En 2009 había un total de 172 hectáreas de trousseau en Francia.
En Portugal Es parte de la mezcla del vino de Oporto y también es una variedad importante en los vinos tintos de Dão. Un total de 1218 hectáreas de trousseau, sobre todo bajo el nombre de bastardo, se cultiva en los viñedos de Portugal. En Estados Unidos como en Portugal, es usada a menudo para fortalecer vinos en California.
Además, un grupo de viticultores están experimentado con hacer vinos de mesa con la uva.

## Vides y viticultura
Necesita unas condiciones cálidas, secas para crecer bien. El nombre trousseau (del antiguo francés trusse, que significa "paquete") puede hacer referencia a la forma del racimo, que parece empacado.

## Sinónimos
La trousseau también es conocida bajo los sinónimos abrunhal, bastardinha, bastardinho, bastardo, bastardo do castello, bastardo dos frados, bolonio, capbreton rouge, carnaz, chauche noir, cruchenton rouge, donzelino de castille, graciosa, gris de salces, gros cabernet, maría, maría adona, maría adorna, maría ardona, maría ordona, maturana tinta, maturana tinto, maturano, merenzano, merenzao, pardinho, pecho, pinot gris de río negro, roibal, sémillon rouge, tresseau, triffault, trousse, trousseau, trousseau gris, troussot, trusiaux, trusseau, trussiau y verdejo tinto.
En la literatura, se confunde a menudo con la tressot.